# Глинск (Кировоградская область)
Гли́нск (укр. Глинськ) — село в Великоандрусовской сельской общине Александрийского района Кировоградской области Украины.
До 2020 года входило в Светловодский район
Население по переписи 2001 года составляло 1654 человека. Почтовый индекс — 27532. Телефонный код — 5236. Код КОАТУУ — 3525281201.